# Adjoa Andoh

Adjoa Andoh (2020)

Adjoa Aiboom Helen Andoh (* 14. Januar 1963 in Clifton, Bristol, England) ist eine britische Schauspielerin.

## Leben
Adjoa Andoh wurde in Clifton in Bristol als Tochter einer Engländerin und eines aus Ghana stammenden Musikers und Journalisten geboren und wuchs mit ihrem jüngeren Bruder in Wickwar in den Cotswolds auf. Nach dem Schulabschluss mit dem A-Level arbeitete sie bei einer Bank und begann ein Studium der Rechtswissenschaften am damaligen Bristol Polytechnic, das sie nach zwei Jahren zugunsten ihrer Schauspielkarriere aufgab.
Engagements hatte sie unter anderem am Old Vic Theatre, am Globe Theatre sowie am National Theatre. Von 2000 bis 2003 hatte sie in der Fernsehserie Casualty eine durchgehende Rolle als Colette Kierney, in Doctor Who spielte sie 2007/08 die Rolle der Francine Jones. 2009 verkörperte sie in Invictus – Unbezwungen von Clint Eastwood mit Morgan Freeman als Nelson Mandela die Stabschefin.
In Law & Order: UK hatte sie von 2011 bis 2014 eine wiederkehrende Rolle als Lilly. 2019 war sie im Thriller Fractured von Brad Anderson zu sehen. In der von Shonda Rhimes produzierten und Ende 2020 auf Netflix veröffentlichten Serie Bridgerton sowie im Spin-Off Queen Charlotte: Eine Bridgerton-Geschichte (2023) verkörperte sie an der Seite von Golda Rosheuvel und Ruth Gemmell die Rolle der Lady Danbury, in der deutschsprachigen Fassung lieh ihr Dagmar Dempe die Stimme. Im März 2021 wurde bekannt, dass sie in der zweiten Staffel der Netflix-Serie The Witcher die Rolle der Hohepriesterin Nenneke übernehmen soll.
Neben ihrer Tätigkeit als Schauspielerin arbeitet sie als Sprecherin für Hörbücher und Computerspiele. Mit dem Autor und Lektor Howard Cunnell hat sie drei gemeinsame Kinder. Im Jahr 2023 war sie Mitglied der Booker-Prize-Jury, die Paul Lynchs dystopischen Roman Prophet Song die Auszeichnung zuerkannte.

## Filmografie (Auswahl)
- 1990–1991: EastEnders (Fernsehserie)
- 1991: London South West (Kurzfilm)
- 1992: Waiting for God – Sleeping Pills (Fernsehserie)
- 1992–2004: The Bill (Fernsehserie, verschiedene Rollen)
- 1994: The Brittas Empire – High Noon (Fernsehserie)
- 1995: The Tomorrow People (Fernsehserie)
- 1993–1995: Health and Efficiency (Fernsehserie)
- 1995: An Independent Man – The Italian Connection (Fernsehserie)
- 1995: What My Mother Told Me
- 1995: Circles of Deceit: Dark Secret (Fernsehfilm)
- 1996: Paul Merton in Galton and Simpson's... – Twelve Angry Men (Fernsehserie)
- 1996: Testament: The Bible in Animation – Ruth (Fernsehserie, Stimme)
- 1996: Thief Takers – Bad Blood (Fernsehserie)
- 1997: Peak Practice (Fernsehserie)
- 1998: Close Relations (Fernsehserie)
- 1998: A Rather English Marriage (Fernsehfilm)
- 1999: Jonathan Creek – The Curious Tale of Mr Spearfish (Fernsehserie)
- 2000–2003: Casualty (Fernsehserie)
- 2004: Every Time You Look at Me (Fernsehfilm)
- 2005: Dalziel and Pascoe (Fernsehserie)
- 2005: Chopratown (Fernsehfilm)
- 2007: Hautnah – Die Methode Hill (Wire in the Blood, Fernsehserie, Folge The Colour of Amber)
- 2007: The Shadow in the North (Fernsehfilm)
- 2008: Mrs In-Betweeny (Fernsehfilm)
- 2008: Adulthood
- 2007–2008: Doctor Who (Fernsehserie)
- 2007–2020: Silent Witness (Fernsehserie, verschiedene Rollen)
- 2009: Invictus – Unbezwungen (Invictus)
- 2009–2010: Missing (Fernsehserie)
- 2008–2011: M.I.High (Fernsehserie)
- 2011: Scott & Bailey (Fernsehserie, eine Episode)
- 2012: Julius Caesar (Fernsehfilm)
- 2013: Closed Circuit
- 2013: Cash Cow
- 2011–2014: Law & Order: UK (Fernsehserie)
- 2014: Chasing Shadows (Fernsehserie)
- 2014: Grandpa in My Pocket – The Magic of the Mill on the Marsh (Fernsehserie)
- 2014: Wizards vs Aliens (Fernsehserie)
- 2014: The Life of Rock with Brian Pern – The Day of the Triffids (Fernsehserie)
- 2014: On Christmas Night (Fernsehserie, eine Episode)
- 2014: The Awakening (Fernsehserie)
- 2015: Broadchurch (Fernsehserie, eine Episode)
- 2015: Cucumber (Fernsehserie)
- 2015: The Interceptor (Fernsehserie, eine Episode)
- 2015: New Tricks – Die Krimispezialisten (New Tricks, Fernsehserie, Folge The Curate’s Egg)
- 2015: The Healer
- 2015: River (Fernsehserie, eine Episode)
- 2016: National Theatre Live: Les Liaisons Dangereuses
- 2016: Line of Duty (Fernsehserie)
- 2016: Brotherhood
- 2016: BBC Comedy Feeds – JPD (Fernsehserie)
- 2016: Last Words (Kurzfilm)
- 2016: Robert Louis Stevenson: Terror in the South Seas – The Beach of Falesa (Fernsehserie)
- 2017: Acceptable Risk (Fernsehserie)
- 2017: Liar (Fernsehserie)
- 2018: Death in Paradise – Dark Memories (Fernsehserie)
- 2018: National Theatre Live: Julius Caesar (Fernsehfilm)
- 2018: Proposal (Kurzfilm)
- 2018: House Finch (Kurzfilm)
- 2018: Can You Tell Me the Name of The Prime Minister? (Kurzfilm)
- 2018: RSC: Troilus and Cressida
- 2019: Fractured
- 2019: Brighton
- 2020: The Lennox Report (Kurzfilm)
- 2020: Ghost Seekers – Lake of Blood (Fernsehserie)
- seit 2020: Bridgerton (Fernsehserie)
- 2021: The Witcher (Fernsehserie)
- 2023: Queen Charlotte: Eine Bridgerton-Geschichte (Fernsehserie)

## Auszeichnungen und Nominierungen (Auswahl)
NAACP Image Award
- 2021: Nominierung in der Kategorie Beste Nebendarstellerin in einer Dramaserie für Bridgerton
- 2023: Nominierung als beste Nebendarstellerin in einer Dramaserie für Bridgerton
- 2025: Nominierung als beste Nebendarstellerin in einer Dramaserie für Bridgerton

People’s Choice Awards 2024
- Nominierung in der Kategorie TV Performance of the Year für Queen Charlotte: A Bridgerton Story[12]

Screen Actors Guild Awards
- 2021: Nominierung in der Kategorie Bestes Schauspielensemble in einer Dramaserie für Bridgerton[13]